# Наводнение в Суринаме в 2006 году
Наводнение в Суринаме 2006 года — событие, произошедшее в начале мая 2006 года, когда на Суринам обрушились проливные дожди.
Самое серьезное наводнение произошло на реке Суринам, возле города Покигрон. Реки Тапанахони, Лава и Маровейне также вышли из берегов.

## Ущерб
Около 175 деревень были настигнуты наводнением и 70 деревень были полностью затоплены. В основном это были маронские деревни. Многие из жителей затопленных населённых пунктов отправились к родственникам в деревни, находившиеся на большей высоте. По воспоминаниям стариков, живущих на пострадавшей от затопления территории, подобных событий никогда не было, даже с очень высоким количеством осадков.
Коренные жители деревень Сипаливинисаванны 10 мая 2006 года пересекли границу с Бразилией в поисках пищи. Также, все жители Вайанадорп-Кавемхакана отправились во Французскую Гвиану в связи с полным затоплением их деревни. Об их нынешнем статусе ничего не известно. Также, присутствует неуверенность по поводу сообществ Пюлеовиме, Абунасунга и Камахкапан. Ливень способствовал затоплению 18 деревень трио и уаяна в южной части Суринама. Приблизительно 2 800 людей остались без крова. Согласно выпуску «True Time» от 12 мая 2006 года, на реках Сипаливини, Люси и Корантейн все поселения как минимум частично пострадали от наводнения.
Здания медицинского назначения и школы были затоплены. В некоторых деревнях уровень воды увеличился до 5 метров. Сараи и дома были либо смыты сильным течением, либо буквально вырваны из фундамента. Товары из магазинов были полностью смыты, а приборы, такие как бензопилы или морозильные камеры, стали непригодными. На полях больше нельзя было выращивать культуры, урожай риса был полностью потерян. В водохранилище Брокопондо в южном Суринаме за несколько дней уровень воды поднялся примерно на метр. Было объявлено о трёх утонувших, и все трое были детьми.
До наводнения, в начале 2005 года территория Верхнего Суринама страдала из-за сильной засухи. Здесь пересохли реки и озера, что значительно затруднило транспортировку продуктов питания жителям местных деревень.

## Помощь
9 мая президент Суринама, Рональд Венетиан, объявил пострадавшую от наводнения территорию зоной бедствия. 10 мая 2006 года он обратился с просьбой о помощи к правительствам других стран. Нидерланды выделили 1 миллион евро, Бельгия — 100 000 евро. Нидерланды также отправили команду экспертов по просьбе суринамского правительства.
Муниципалитеты Амстердама и Роттердама отправили по 250 000 евро на помощь жителям пострадавших территорий. Суринамцы, проживающие в Амстердаме, организовали кампанию по сбору средств. Рональд Снейдерс написал песню «Наводнение в Суринаме», которую исполнили Дениз Джанна, Герда Хейвертонг, Йорген Рейманн, Оскар Харрис и Макс Нейман. Все деньги от продажи дисков с этой песней были переданы пострадавшим суринамцам.